# Schloss Katzberg

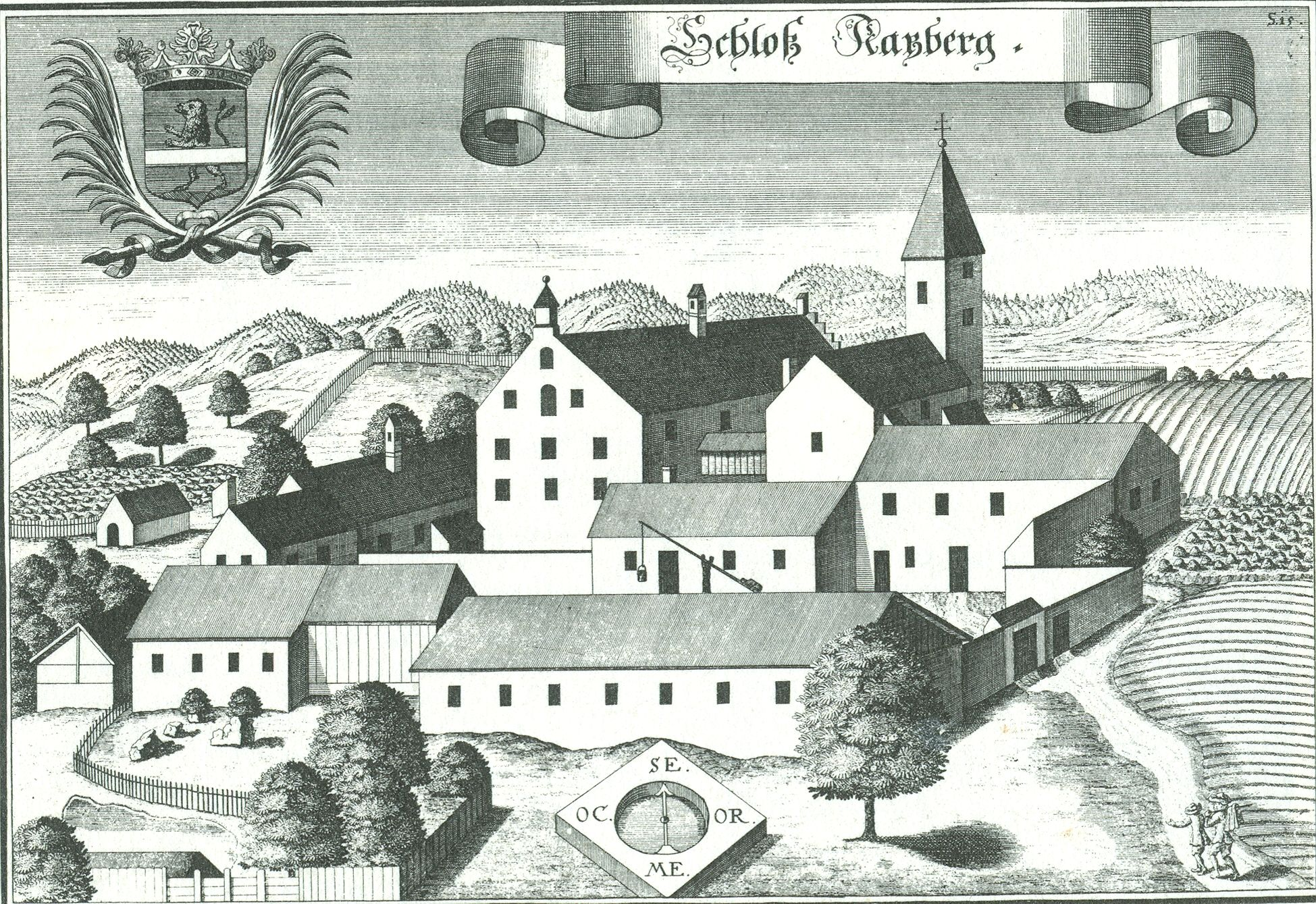
Schloss Katzberg nach einem Stich von Michael Wening von 1720

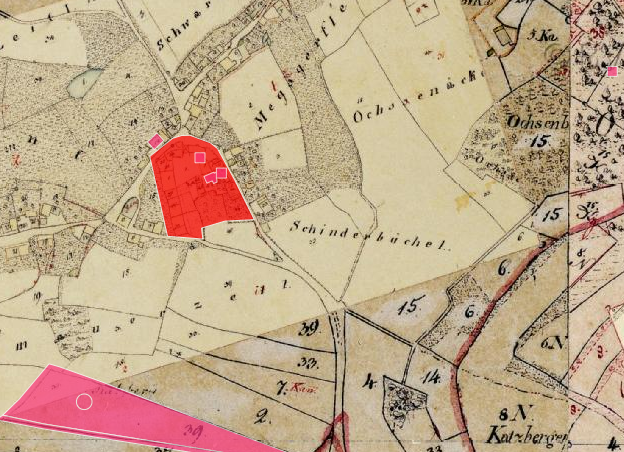
Lageplan von Schloss Katzberg auf dem Urkataster von Bayern

Das Schloss Katzberg ist ein ehemaliges Schloss im Gemeindeteil Katzberg der oberpfälzischen Stadt Cham im Landkreis Cham von Bayern (Katzberg 19–23). „Einbezogene Fundamentmauern des ehemaligen Schlosses“ werden unter der Aktennummer D-3-72-116-102 als Baudenkmal verzeichnet. „Archäologische Befunde im Bereich des ehem. Schlosses und der Kath. Filialkirche St. Ägidius in Katzberg, zuvor mittelalterliche Burg und Burgkapelle“ werden als Bodendenkmal unter der Aktennummer D-3-6741-0085 geführt.

## Geschichte
1177 tritt ein Isinrich von Katzberg urkundlich auf, kurz darauf auch sein Bruder Rehwinus de Kazelberg. Diese Katzenberger sind Ministeriale der Grafen von Cham. Letzterer Katzberger ist vielleicht identisch mit einem Rahewinus von Katzbach (heute ebenfalls ein Ortsteil von Cham), der von 1125 bis 1160 nachgewiesen ist und der sich dann nach der neuerrichteten Burg zu Katzberg nannte. Die Familie der Katzenberger ist bis in das 15. Jahrhundert hier nachweisbar: 1439 gibt Gilg Katzberger auf Katzberg sein bisheriges Lehen zu Balbersdorf dem Chamer Bürger Panhollts als freies Eigen und verspricht ihm beim Verkauf weiterer Güter auf dem Katzberg die Vorhand. Ab 1485 ist Wilhelm Berghaimer als Inhaber des Schlosses nachgewiesen. Aber bereits am 18. April 1487 stellt Jörg Fronberger als Lehensträger der Amalie Ursenbeck dem Herzog Albrecht einen Lehensrevers über den Sitz Katzenberg aus. Zudem geht aus dem Lehensbuch der Grafschaft Abensberg hervor, dass 1487 Wilhelm Perckheimer mit Sitz, Hofmark und Hofbau zu Katzberg belehnt wurde; Katzberg war demnach zu dieser Zeit im Besitz von zwei Familien. Zudem wird beglaubigt, dass Katzberg ein Abensberger Ritterlehen ist, das mit dem Erbe der Grafen von Abensberg an die Wittelsbacher der Linie Bayern-München gefallen ist.
1491 empfangen Rueland Berckheimer und Hans von Muln Sitz und Hof zu Katzbach, den sie von ihrem Vater Wilhelm Berckheimer geerbt haben. 1493 nennt sich Andreas Geiganter nach Katzberg. 1532 ist Georg Kellner von Bibrach als Hofmarksherr beglaubigt. 1598 verkauft Wolf Karl Kellner den Sitz an Jakob Fuchs von Arnschwang, der am 16. Dezember 1577 vom Herzog mit der Hofmark belehnt wird. 1598 kauft Hans Georg von Marolding die Hofmark von seinem Schwiegervater Hans Christoph Fuchs.
Im Zusammenhang mit der Gegenreformation wird Katzberg zwangsweise an Wilhelm Poißl von Püdensdorf verkauft, kurz darauf ist Hans Daniel von Plittersdorf als Inhaber bezeugt. 1652 stellt der Stadtphysikus von Cham, Johann Salmansperger einen Lehensrevers über Katzberg für seinen Schwiegersohn Jeremias Hofmann aus, der 1662 mit Katzberg belehnt wird. Von dessen Witwe kauft Hans Jakob Praun 1677 die Hofmark. Ihm folgt ebenfalls auf dem Kaufweg 1683 Franz Matthias May. 1696 erhält Johann Baptist Koller das Lehen. Für dessen unmündige Kinder stelle Johann von Gleißenthal 1707 einen Lehensrevers aus. 1709 geht Katzberg durch Kauf an den Johann Georg Garr über. Max Josef von Garr, der seit 1820 in den Adelsstand erhoben wurde, darf 1821 hier ein Patrimonialgericht II. Klasse einrichten. Das Schloss ist nach einem Brand vom 20. Mai 1874 abgetragen und die zugehörigen Besitzungen sind worden.

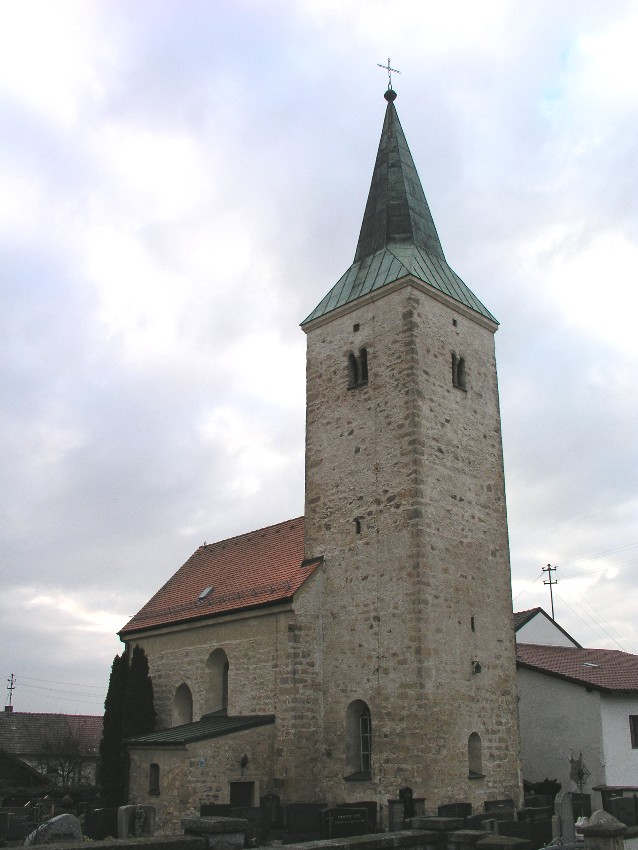
Dorfkirche in Katzberg

## Schloss Katzberg einst und jetzt
Im Jahr 1569 wurde die Schlossanlage grundlegend erneuert und erweitert. Es entstand an der Stelle des alten Schlosses die zweiflügelige, langgestreckte, aber nur zweigeschossige Anlage des Neuen Schlosses, die auf die einen Knick bildende Ringmauer gesetzt wurde. Nach dem Stich von Michael Wening aus dem Jahr 1720 bestand die Hofmark Katzberg aus einem zweistöckigen Hofmarksschloss mit einem Satteldach und einem Dachreiter, um dieses herum bilden Wirtschaftsgebäude ein geschlossenes Viereck. Zwischenräume zwischen den Gebäuden sind durch eine niedrige Mauer geschlossen. Die Anlage war talwärts, also nach Katzbach zu, mit einer Ringmauer befestigt, bergwärts sollte der Wehrturm vor Angriffen schützen. Nach einer Zerstörung 1641 während des Dreißigjährigen Krieges erfolgte ein Wiederaufbau.
In dem Schlossareal steht auch die Schlosskapelle, heute die Filialkirche St. Ägidius zu Katzberg. Diese ist eine Saalkirche mit einem in der Grundfläche 5 × 5 m großen Chorturm, dessen Quadermauerwerk auf die Romanik verweist. Der Turm der Kirche diente als Bergfried der Burg. Aus Verteidigungsgründen befand sich der schmale Einstieg, den immer nur ein Einzelner passieren konnte, in einer Höhe von etwa 6 Metern. Die Kirche war durch einen geschlossenen Gang im ersten Stock mit dem Herrenhaus verbunden; aus der Nordwand ragen heute noch auffällige Kragsteine heraus, welche für den überdachten hölzernen Gang gedacht waren, der vom Schloss zur Kirchenempore führte. Bemerkenswert sind auch die rundbogigen Klangarkaden unter dem spitzen Pyramidendach des Turmes. Die Einrichtung der Kirche ist fast durchwegs barock und wurde um 1720 von den Schlossbesitzern gestiftet. Neben dem Hochaltar befindet sich eine in die Wand eingelassene Grabplatte des Hofmarkbesitzers von 1668. Darauf steht zu lesen, der Edl und Gestrenge Herr Jeremias Hoffmann, seines Alters 55 Jahr, der in der Gruft neben dem Altar beigesetzt wurde. Die ehemalige Schlosskapelle wurde 1983 renoviert.
Von dem Schloss sind keine aufrechten Mauern mehr erhalten. Fundamentmauern des ehemaligen Schlosses sind aber noch in den Wohnhäusern Katzberg 19–23 zu sehen. Diese bilden ein unregelmäßiges mittelalterliches Granitquadermauerwerk. Dabei sind umfangreiche Stützmauern, mehrere Kreuzgewölbe und eine spitzbogige Türe in den Häusern Nr. 19, 21 und 23 erkennbar, wobei vor allem das Alte Schloss in seiner Kernsubstanz als massiver Rechteckbau noch erhalten ist.